# Zorba (musical)
Zorba é um musical baseado em um livro de Joseph Stein, com letra de Fred Ebbe e música de John Kander.

## Personagens
- Nikos, um jovem solteiro americano, vindo para a Grécia para assumir as operações de uma mina que herdou.
- Alexis Zorba (Αλέξης Ζορμπάς), um homem excêntrico e carismático na casa dos 50 anos que faz amizade com Nikos em sua viagem.
- O Líder, um narrador e guia para o público e atores.
- Senhora Hortense, uma francesa promíscua na casa dos 50 anos que seduz Zorba.
- A Viúva, uma mulher na casa dos 20 anos, começa um namoro com Nikos.
- Pavli, um homem na cidade que tem esperanças de um relacionamento com a Viúva.
- Mavrodani, Pai de Pavli.